# Сфингозин-1-фосфатный рецептор 1
Сфингозин-1-фосфатный рецептор 1, или S1PR1 (англ. sphingosine-1-phosphate receptor 1) — белок семейства рецепторов, сопряжённых с G-белком, связывается с липидным медиатором сфингозин-1-фосфатом. Продукт гена человека S1PR1.

## Функции
Белок структурно близок другим GPCR-рецепторам, сильно экспрессирован на эндотелиальных клетках. Является высокоаффинным и высокоспецифичным рецептором липидного медиатора сфингозин-1-фосфата. Регулирует дифференцировку эндотелиальных клеток. Активация этого рецептора приводит к межклеточному взаимодействию.

## Взаимодействия
S1PR1 взаимодействует с 5-HT1A-рецептором, GNAI1 и GNAI3.

## Тканевая специфичность
Сфингозин-1-фосфатный рецептор 1 экспрессирован на эндотелиальных клетках, в меньшей степени — на гладкомышечных клетках сосудов, фибробластах, меланоцитах и клетках эпителиального происхождения.